# Symrise
Symrise behoort tot de top vier van de grootste producenten van geur- en smaakstoffen in de wereld. Het produceert ook cosmetica-ingrediënten als Actives, Botanicals, Functionals en UV Protection.
Symrise ontstond in 2003 door een fusie van de Duitse bedrijven Haarman und Reimer en Dragoco. Het hoofdkantoor staat in Holzminden. Het bedrijf kreeg in december 2006 een beursnotering aan de beurs van Frankfurt. De introductieprijs was 17,25 euro per aandeel.
De overname van de Franse Diana Group werd in augustus 2014 afgerond. Diana staat bekend als producent van smaakstoffen voor diervoeding. Na de overname steeg de jaaromzet naar zo'n 2,3 miljard euro. In 2015 volgde de koop van het Amerikaanse bedrijf Pinova Holdings, een producent van geurstoffen voor cosmetica en parfums.
De overname van ADF/IDF werd in april 2019 afgerond. Dit Amerikaanse bedrijf maakt producten voor de diervoeding- en voedselindustrie. Symrise betaalde ongeveer 900 miljoen dollar om dit bedrijf in handen te krijgen. ADF/IDF telde ten tijde van de overname 470 medewerkers en behaalde een omzet van US$ 220 miljoen.
In januari 2022 werd de overname van Schaffelaarbos bekendgemaakt. Dit is een Nederlandse producent van ei-eiwit voor diervoeding met een jaaromzet van ongeveer 25 miljoen euro.
Het heeft in de Benelux een kleine vertegenwoordiging in Rosmalen en een innovatielab op de campus van Wageningen University & Research.

## Kritiek
Symrise AG kreeg kritiek omdat het haar activiteiten in Rusland voortzette, ondanks internationale oproepen om zich terug te trekken van de Russische markt na de Russische invasie van Oekraïne in 2022. In 2023 rapporteerde het bedrijf een omzet in Rusland van in totaal €110 miljoen en had het 130 werknemers in het land. De algemeen directeur van de Russische activiteiten van Symrise, Viktor Denisenko, was verbonden aan de partij Verenigd Rusland, en zijn vrouw zou hebben gewerkt in het Russische presidentiële kantoor. Ondanks de geopolitieke spanningen kondigde Symrise plannen aan voor verdere groei in Rusland, met als doel een stijging van 15% in omzet en 20% in winst tegen 2024.
Adidas · Airbus · Allianz · BASF · Bayer · Beiersdorf · BMW · Brenntag · Commerzbank · Continental · Covestro · Daimler Truck · Deutsche Bank · Deutsche Börse · Deutsche Post · Deutsche Telekom · E.ON · Fresenius · Hannover Rück · Heidelberg Materials · Henkel · Infineon · Mercedes-Benz · Merck · MTU Aero Engines · Münchener Rück · Porsche AG · Porsche SE · Qiagen · RWE · Rheinmetall · SAP · Sartorius · Siemens · Siemens Energy · Siemens Healthineers · Symrise · Volkswagen · Vonovia · Zalando